# جوآن اوبرایان
جوآن اوبرایان (انگلیسی: Joan O'Brien؛ زادهٔ ۱۴ فوریهٔ ۱۹۳۶) یک هنرپیشه، و خواننده اهل ایالات متحده آمریکا است. وی بین سال‌های ۱۹۵۸ تا ۱۹۶۵ میلادی فعالیت می‌کرد. از جمله فیلم‌هایی که او در آن به ایفای نقش پرداخته می‌توان به در نمایشگاه جهانی اتفاق افتاد و عملیات زیرپیراهنی زنانه اشاره‌نمود.